# Valerio Amoroso
Valerio Amoroso (Cercola, 26 settembre 1980) è un cestista italiano.
Alto 2,04 m per 105 kg di peso, gioca prevalentemente nel ruolo di ala-pivot, ma grazie alla sua notevole esperienza è in grado di ricoprire anche il ruolo di centro. 

## Carriera

### Club
Cresciuto cestisticamente nella squadra del suo paese, San Sebastiano al Vesuvio, i suoi primi allenatori, Salvatore Ciaravolo e Silvio Narcisi, ne intuiscono subito il talento innato, anche se nel gruppo degli '80, sembra promettere di più il playmaker Andrea Rizzo, giunto in seguito fino alla Serie A1 con la maglia di Scafati e fermato da molteplici gravi infortuni. Con la maglia della SB Vesuvio, Amoroso compie quasi tutta la trafila giovanile fino all'età di sedici anni, quando viene acquistato dal Battipaglia insieme al fratello maggiore Francesco (anche lui arrivato a giocare ad alti livelli, tra Serie A e Serie B). In pochi anni, la crescita fisica e mentale che gli apre le porte del professionismo, dapprima a Scafati e poi, nel 1998, a Roseto, squadra nella quale fa il suo esordio prima in Serie A2 e poi in A1. Durante la stagione 2001-02, nel mese di gennaio, passa in Legadue a Scafati dove rimane fino al 2003. Dopo una stagione in prestito in B1 alla Virtus Bologna 1934, Amoroso torna nella squadra campana. Nel 2005 avviene il passaggio alla Sutor Montegranaro con cui centra la sua seconda promozione nella massima serie al termine dei play-off del campionato 2005-06 e anche l'ingresso in pianta stabile nel giro della nazionale nonché la definitiva consacrazione. Nella seconda stagione nella città marchigiana chiude con ottime cifre: in quasi 30 minuti di utilizzo, 12,8 punti, 6,1 rimbalzi e 1,3 assist di media, tirando con il 52,6% da due punti, il 33% da tre e il 68,9% ai liberi. Invece nella successiva, sempre in quasi 30 minuti di media in campo, con 11,1 punti, 4,6 rimbalzi e 1,4 assist con il 52,2% da due, il 35,2% da tre e il 64,5% ai liberi. 
Da segnalare, ai tempi della Rida Scafati, la conquista di due titoli italiani di “uno contro uno”, che gli valsero la partecipazione al Nike Battleground di Philadelphia.
Nella Sutor Montegranaro, squadra marchigiana, il suo record di punti è di 24 contro la Upim Bologna.
Con la Sutor Montegranaro, nella stagione 2007-08 ha conquistato i play-off (risultato storico per una squadra provinciale con 13 000 abitanti, record condiviso con Capo d'Orlando). Ottimo il quarto posto nella regular season, nonostante il rammarico per alcuni punti persi per strada (vedi sconfitta a Varese, quando la squadra lombarda era già retrocessa, e con un Holland capace di mettere a referto 44 punti). La Sutor Montegranaro viene eliminata ai play-off dall'Olimpia Milano di Danilo Gallinari, dopo una serie terminata solo in gara-5. In gara-1 Montegranaro era andata in vantaggio 1-0, per poi perdere sia gara-2 a Milano sia gara-3 in casa. Illusorio il successo in gara-4 al Datch Forum: nella partita decisiva, Milano vìola di nuovo il PalaSavelli e si guadagna il diritto a disputare l'Eurolega 2008-09.
Nei play-off il cestista napoletano non brilla, risultando decisivo per la propria squadra solo in gara-4. Da ricordare, al termine di gara-5, le lacrime del capitano sotto la curva dei tifosi.
L'anno successivo è fondamentale protagonista con il Teramo Basket. Divenuto presto beniamino dei tifosi, riesce a conquistare la semifinali della coppa Italia ed il terzo posto in campionato. Amoroso però, sarà ancora sconfitto nei playoff scudetto dall'Olimpia Milano.
Dopo un'altra stagione nella squadra abruzzese, passa alla Virtus Bologna. Alla terz'ultima di ritorno, causa un diverbio con l'allenatore Lino Lardo, viene messo fuori squadra, saltando così le ultime due partite di stagione regolare e i quarti dei play-off.
Nell'estate del 2011 firma nuovamente con il Teramo Basket.
Il 22 agosto 2012 si trasferisce alla Victoria Libertas Pesaro.
Il 27 novembre 2012 ritorna alla Sutor Montegranaro.
Il 25 luglio 2013 firma un biennale per la PMS Torino, ma, in seguito a diverbi con l'allenatore di Torino Bechi viene messo fuori rosa e la vigilia di Natale 2014 firma con Pistoia.
Il 22 luglio 2015 passa ufficialmente alla Juvecaserta, con cui sottoscrive un contratto biennale; il 19 dicembre seguente rescinde anticipatamente col club campano e il 30 dicembre scende di categoria, firmando fino al termine della stagione con Scafati. Il 1º gennaio seguente però la società campana annuncia che il giocatore non ha passato le visite mediche e che quindi non sarà dato seguito al contratto sottoscritto. Il giorno dopo firma con la Fortitudo Bologna. Il 21 giugno, dopo una stagione passata con i Roseto Sharks, viene annunciato dalla neo promossa in Serie A2 Poderosa Montegranaro, con cui gioca per due stagioni.
In vista della stagione 2019-20 scende in Serie B a Civitanova Marche per un anno, quindi fa ritorno a Roseto, sempre in Serie B.

### Nazionale
Il 28 giugno 2008 Recalcati, commissario tecnico della nazionale italiana gli comunica ufficialmente tramite il quotidiano Il Messaggero che il capitano della Sutor farà parte della Nazionale per le qualificazioni agli Europei.

## Statistiche

### Cronologia presenze e punti in Nazionale
| Cronologia completa delle presenze e dei punti in Nazionale - Italia | Cronologia completa delle presenze e dei punti in Nazionale - Italia | Cronologia completa delle presenze e dei punti in Nazionale - Italia | Cronologia completa delle presenze e dei punti in Nazionale - Italia | Cronologia completa delle presenze e dei punti in Nazionale - Italia | Cronologia completa delle presenze e dei punti in Nazionale - Italia | Cronologia completa delle presenze e dei punti in Nazionale - Italia | Cronologia completa delle presenze e dei punti in Nazionale - Italia |
| Data                                                                 | Città                                                                | In casa                                                              | Risultato                                                            | Ospiti                                                               | Competizione                                                         | Punti                                                                | Note                                                                 |
| -------------------------------------------------------------------- | -------------------------------------------------------------------- | -------------------------------------------------------------------- | -------------------------------------------------------------------- | -------------------------------------------------------------------- | -------------------------------------------------------------------- | -------------------------------------------------------------------- | -------------------------------------------------------------------- |
| 16/07/2009                                                           | Bormio                                                               | Italia                                                               | 85 - 49                                                              | Svezia                                                               |                                                                      | 0                                                                    | [ 11 ]                                                               |
| 17/07/2009                                                           | Bormio                                                               | Italia                                                               | 67 - 63                                                              | Senegal                                                              |                                                                      | 0                                                                    | [ 12 ]                                                               |
| 25/07/2009                                                           | Trento                                                               | Italia                                                               | 91 - 69                                                              | Canada                                                               |                                                                      | 5                                                                    | [ 13 ]                                                               |
| 26/07/2009                                                           | Trento                                                               | Italia                                                               | 88 - 70                                                              | Nuova Zelanda                                                        |                                                                      | 16                                                                   | [ 14 ]                                                               |
| 27/07/2009                                                           | Trento                                                               | Italia                                                               | 83 - 72                                                              | Portogallo                                                           |                                                                      | 5                                                                    | [ 15 ]                                                               |
| 01/08/2009                                                           | Conegliano                                                           | Italia                                                               | 81 - 75                                                              | Canada                                                               | Amichevole                                                           | 6                                                                    | [ 16 ]                                                               |
| 05/08/2009                                                           | Cagliari                                                             | Italia                                                               | 77 - 80 dts                                                          | Francia                                                              | Qual. Euro 2009                                                      | 0                                                                    | [ 17 ]                                                               |
| 11/08/2009                                                           | Vantaa                                                               | Finlandia                                                            | 75 - 77                                                              | Italia                                                               | Qual. Euro 2009                                                      | 3                                                                    | [ 18 ]                                                               |
| 14/08/2009                                                           | Pau (Francia)\|Pau                                                   | Francia                                                              | 81 - 61                                                              | Italia                                                               | Qual. Euro 2009                                                      | 0                                                                    | [ 19 ]                                                               |
| 20/08/2009                                                           | Porto San Giorgio                                                    | Italia                                                               | 89 - 95                                                              | Finlandia                                                            | Qual. Euro 2009                                                      | 21                                                                   | [ 20 ]                                                               |
| Totale                                                               |                                                                      | Presenze                                                             | 10                                                                   |                                                                      | Punti                                                                | 56                                                                   |                                                                      |

## Palmares
- Coppa Italia LNP: 1

Roseto: 2022